# L'Hymne de nos campagnes
Singles de Tryo
Désolé pour hier soir
Pistes de Mamagubida
Pour un flirt avec la crise
L'Hymne de nos campagnes est une chanson de Tryo sortie en 1998 extrait de l'album Mamagubida. C'est également le premier single du groupe.

## Genèse
Tryo a créé cette chanson lorsqu'ils sont partis dans les Pyrénées en été. Elle est sortie la première fois le 27 novembre 1998 dans leur album Mamagubida. Cette chanson, engagée, défend la nature, l'écologie et le monde.

## Autres versions

### Versions live
Cette chanson est très régulièrement reprise par le groupe lors de ses concerts et apparaît dans plusieurs de ses albums live :
- 2004 : dernière piste de l'album De bouches à oreilles... (en version acoustique avec le public), pour une durée de 4 min 13 s ;
- 2006 : 3e piste de l'album Fête ses 10 ans..., pour une durée de 4 min 23 s ;
- 2009 : distribuée gratuitement par le groupe sur son site internet pour la promotion de l'album Sous les étoiles, avec seulement une guitare et des percussions, mais non présente sur le CD ;
- 2022 : dernière piste de l'album Tout au Tour, pour une durée de 4 min 4 s.

### Version 2019 (albumXXV)
En octobre 2019, le groupe sort une nouvelle version du titre, servant de premier extrait à leur album XXV. Cette nouvelle version comprend la participation vocale de Bigflo et Oli, Claudio Capéo, Gauvain Sers, Sylvain Duthu de Boulevard des Airs, LEJ, Vianney et Zaz.
Cet album anniversaire compte une seconde version de la chanson, en reprise uniquement avec Claudio Capéo, sous le nom L'Hymne de nos campagnes XXV (onzième piste du premier CD).

## Reprises
La chanson a été reprise en version Punk par le groupe Poésie Zéro dans leur album L'album bleu[source secondaire souhaitée] sorti en 2012, sous le titre Le oï de nos campagnes (Le Oï ou Oi! étant un sous-genre du Punk rock).